# マハナイム
マハナイム(英語: Mahanaim、ヘブライ語: מַחֲניִם)は旧約聖書に登場する地名である。ヘブル語で「2つの陣営」という意味である。今日のどこにあたるかについては議論が分かれ、キルベト・マハネー、トゥルル・エ・ダハブ、テル・ヘジャージ、テル・エル・レヘールなどの説がある。
ガド族とヨルダン川東側を相続したマナセ族との境界線上にあった町である。この町とその放牧地はレビ人であるメラリの子孫に分割された。
ヤコブがラバンから逃れ兄エサウに会う前に、御使いの軍勢に出会った場所である。イシュ・ボシェテは父サウルの死後に即位する際に、ヨルダン西側を捨てて、ヨルダン川東側のマハナイムを首都にした。
ダビデ王の統治下で、アブサロムの反乱がおきた時には、エルサレムを逃亡して、マハナイムに逃れ、エルサレム奪還を図った。
ソロモン王の統治下では12行政区の第7区の中心の町になり、イドの子アヒナダブによって支配された。